# Masashi Tashiro
Masashi "Marcy" Tashiro (田代まさし Tashiro Masashi, föddes 31 augusti 1956 i Saga prefekturen i Japan och är uppvuxen i Shinjuku, Tokyo). Han blev en mycket populär och ryktbar före detta japansk televisionsartist och tidigare medlem av gruppen Rats & Star. Han sjöng som tenorvokalist i Rats & Star, uppträdde som skådespelare, komiker och underhållare i åtskilliga TV-program och reklamsnuttar. Sedan gruppen splittrats, regisserade han en film och titulerar sig numera fotograf. 
Han har vid ett flertal tillfällen kommit i klammeri med rättvisan, bland annat för brott mot japanska vapenlagar och en illegal u-sväng som resulterade en trafikolycka. Under 3 ½ år satt han fängslad för innehav av narkotika. Den 26 juni 2008 blev han åter en fri man.

## "Årets Person" - röstkupp
I en internetomröstning på TIME Magazine för Årets Person 2001, låg han vid ett tillfälle före både George W. Bush och Usama bin Ladin, efter att programmerare från 2channel (Japans populäraste internet community) hade programmerat autoscript som tillät 2chan-användare att rösta automatiskt på Tashiro. Den 21 december plockades hans namn bort från listan av Times webmaster.